# Cochliobolus kusanoi
Cochliobolus kusanoi är en svampart som först beskrevs av Y. Nisik., och fick sitt nu gällande namn av Drechsler ex Dastur 1942. Cochliobolus kusanoi ingår i släktet Cochliobolus och familjen Pleosporaceae.   Inga underarter finns listade i Catalogue of Life.